# Michail Gigolaschwili

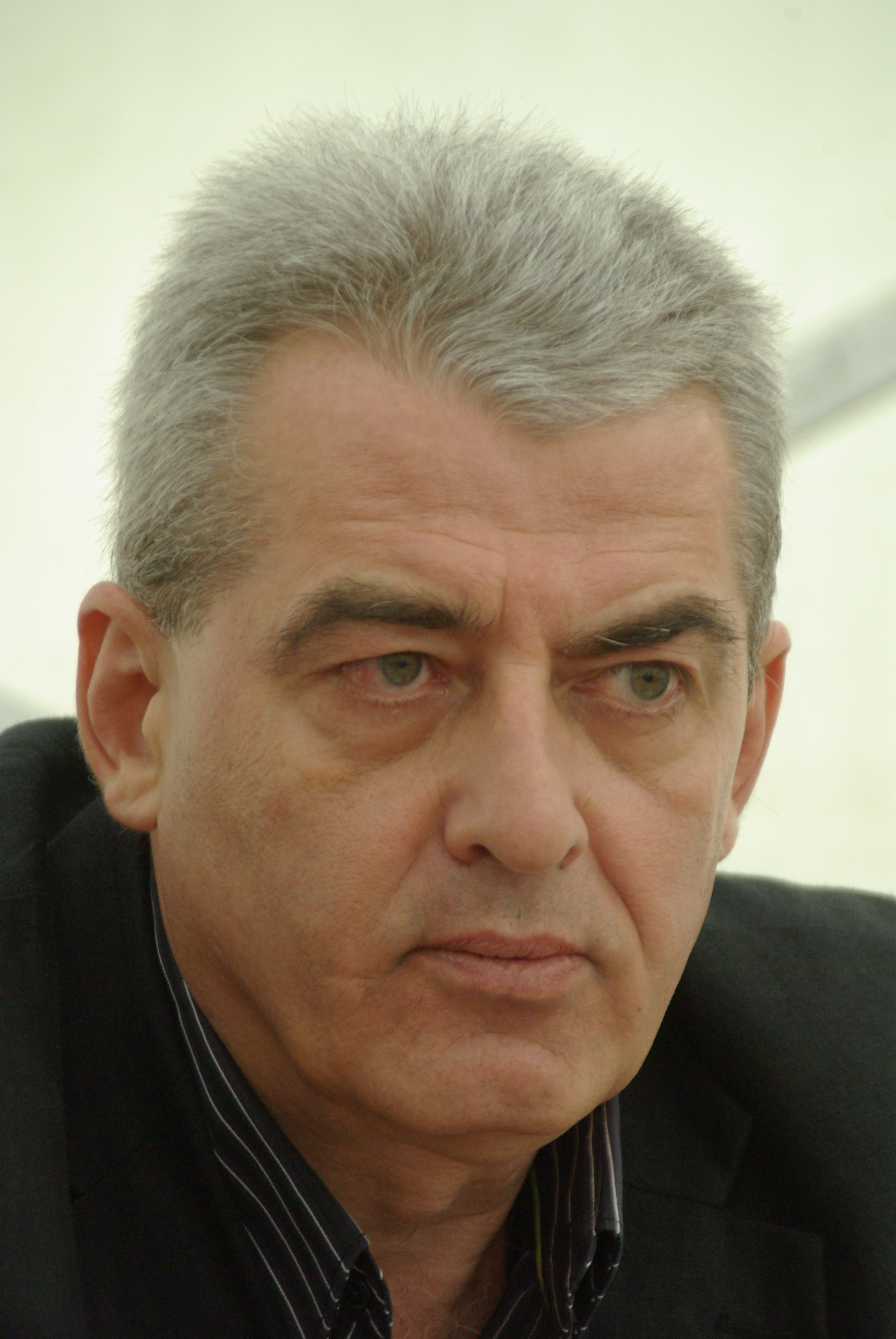
Michail Gigolaschwili (2010)

Michail Gigolaschwili (georgisch მიხაილ გიგოლაშვილი, russisch Михаил Георгиевич Гиголашвили, * 3. März 1954 in Tiflis) ist ein deutsch-georgischer, russischsprachiger Schriftsteller.

## Leben
Gigolaschwili studierte an der Staatlichen Universität Tiflis und promovierte dort 1984 mit einer Arbeit über Fjodor Michailowitsch Dostojewski. Im Zuge des Georgischen Bürgerkriegs Anfang der 1990er Jahre wanderte er nach Saarbrücken aus, wo er als Russischdozent an der Universität des Saarlandes tätig ist.
2017 wurde er für seinen Roman „Geheimes Jahr“ (Тайный год) für den russischen Buchpreis Das große Buch nominiert.

## Werke
- (1978) Иудея
- (2003) Толмач
- (2007) Тайнопись
- (2009) Чёртово колесо
- (2012) Захват Московии
- (2017) Тайный год
- (2020) Иудея, I век
- (2021) Кока